# Malberg (Eifel)

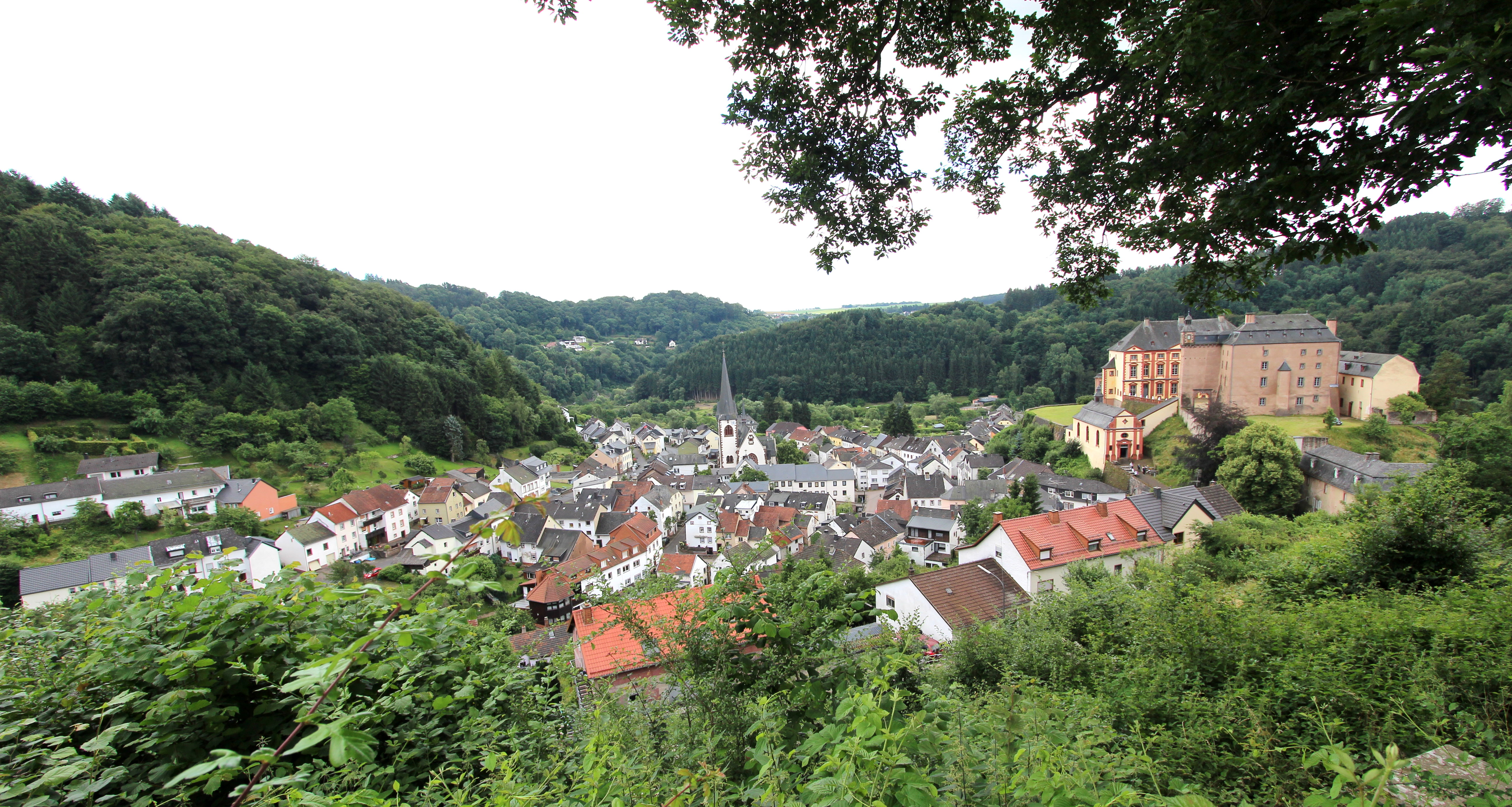
Malberg 2016

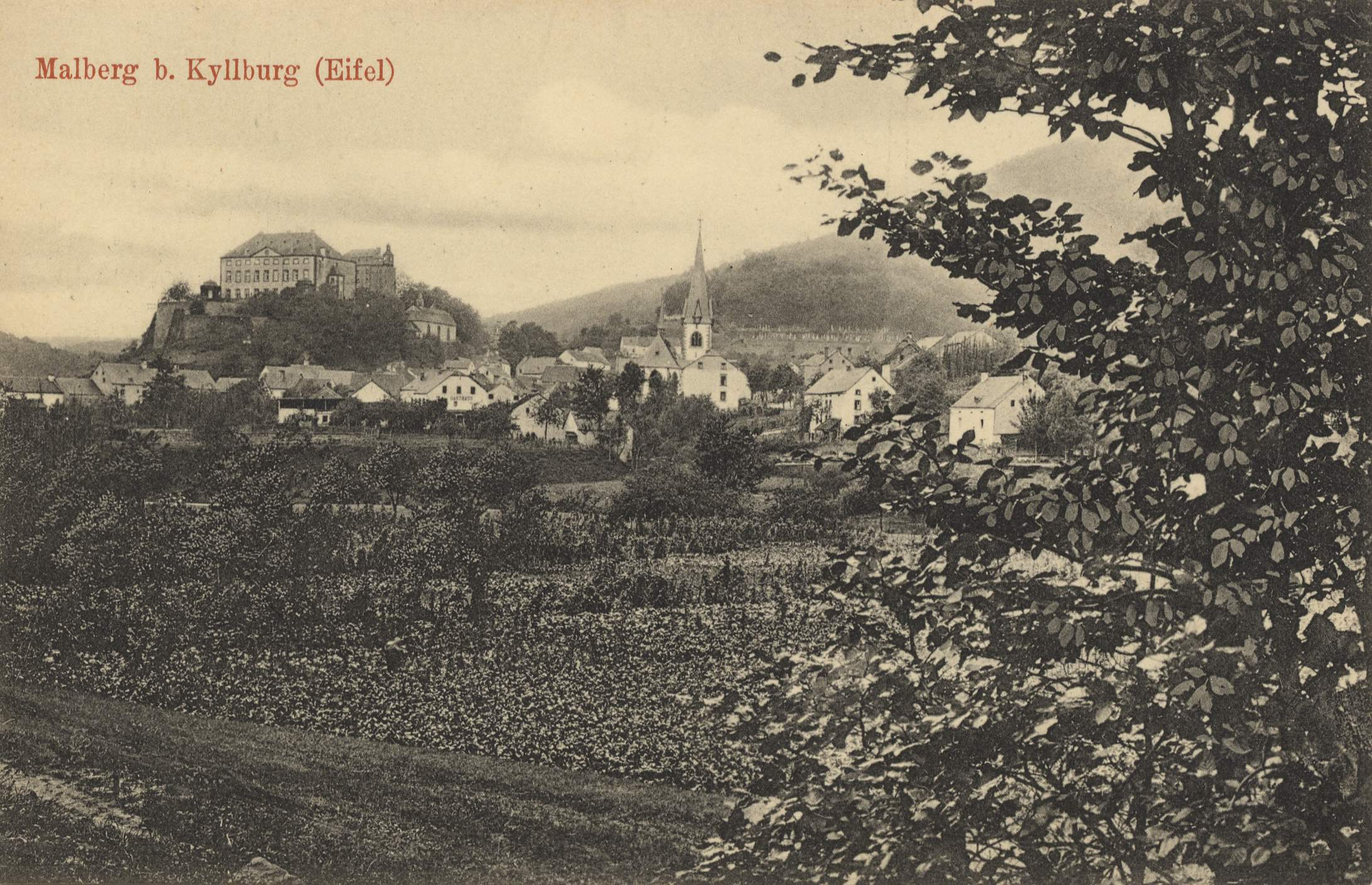
Um 1900

Malberg ist eine Ortsgemeinde im Eifelkreis Bitburg-Prüm in Rheinland-Pfalz. Sie gehört der Verbandsgemeinde Bitburger Land an.

## Geographie
Malberg liegt an der Kyll in der Eifel. Zur Gemeinde gehört der Ortsteil Mohrweiler

mit 176 Einwohnern (Stand 2005).

## Geschichte
Eine frühe Besiedelung des Areals wurde durch den Fund einzelner römischer Gräber nachgewiesen. Diese befinden sich südwestlich des Ortes und stammen aus der Zeit zwischen 500 v. und 500 n. Chr.
Der Ort Malberg gehörte bis zum Ende des 18. Jahrhunderts zum Quartier Bitburg im Herzogtum Luxemburg. Die Herrschaft Malberg umfasste neben dem Schloss und dem Dorf Malberg auch Malbergweich und einen Teil von Neidenbach.
Nach 1792 hatten französische Revolutionstruppen die Österreichischen Niederlande, zu denen das Herzogtum Luxemburg und damit auch Malberg damals gehörte, besetzt und 1795 annektiert. Unter der französischen Verwaltung wurde Malberg 1795 dem Kanton Bitburg zugeordnet, der zum Arrondissement Bitburg im Departement Wälder gehörte. Malberg wurde später Sitz einer Mairie.
Aufgrund der Beschlüsse auf dem Wiener Kongress kam die Region 1815 zum Königreich Preußen. Unter der preußischen Verwaltung kam 1816 die Bürgermeisterei Malberg zum neu gebildeten Kreis Bitburg im Regierungsbezirk Trier.
Bevölkerungsentwicklung
Die Entwicklung der Einwohnerzahl von Malberg, die Werte von 1871 bis 1987 beruhen auf Volkszählungen:
| Jahr | Einwohner |
| ---- | --------- |
| 1815 | 661       |
| 1835 | 820       |
| 1871 | 890       |
| 1905 | 795       |
| 1939 | 931       |
| 1950 | 950       |

| Jahr | Einwohner |
| ---- | --------- |
| 1961 | 931       |
| 1970 | 977       |
| 1987 | 773       |
| 1997 | 700       |
| 2005 | 645       |
| 2017 | 569       |

## Politik

### Gemeinderat
Der Gemeinderat in Malberg besteht aus zwölf Ratsmitgliedern, die bei der Kommunalwahl am 9. Juni 2024 in einer Mehrheitswahl gewählt wurden, und dem ehrenamtlichen Ortsbürgermeister als Vorsitzendem.

### Ortsbürgermeister
Das Amt ist derzeit vakant. Horst Wieland wurde am 23. Juli 2024 Ortsbürgermeister von Malberg. Da bei der Direktwahl am 9. Juni 2024 kein Wahlvorschlag eingereicht wurde, oblag die Neuwahl gemäß rheinland-pfälzischer Gemeindeordnung dem Rat, der sich für Horst Wieland entschied. Nach vier Monaten legte er das Amt jedoch zum 20. November nieder. Für den 23. Februar 2025 wurde deshalb eine Wiederholungswahl angesetzt, die abgesagt werden musste, da wieder kein Wahlvorschlag eingereicht wurde. Damit obliegt die Neuwahl wieder dem Gemeinderat, der auf seiner Sitzung am 5. Februar 2025 jedoch keinen Bewerber finden konnte.[veraltet]
Das Amt war auch zuvor vakant, seitdem die frühere Ortsbürgermeisterin Sabine Buhr es mit Wirkung zum 31. August 2021 niedergelegt hatte. Die Amtsgeschäfte wurden seitdem von der damaligen Ersten Beigeordneten Beate Schmitt ausgeübt. Sabine Buhr war am 26. September 2019 durch den damaligen Rat zur Ortsbürgermeisterin gewählt worden, da bei der Direktwahl am 26. Mai 2019 kein gültiger Wahlvorschlag eingereicht worden war. Buhrs Vorgänger Wolfgang Rütz hatte im Sommer 2017 seinen Rücktritt erklärt, danach hatte der damalige Erste Beigeordnete Joachim Schmitt die Amtsgeschäfte geführt.

### Wappen
| Wappen von Malberg | Blasonierung: „In von Blau über Silber mittig geteiltem Schild; oben neun (5:4) goldene Kugeln, unten ein rotes Schildchen.“ |
| Wappen von Malberg | Wappenbegründung: Bereits das Gerichtssiegel von Malberg aus dem Jahre 1565 zeigt als Siegelbild einen Ritter, der als Sankt Quirinus identifiziert wurde. Der heilige Quirinus ist seit Jahrhunderten Orts- und Kirchenpatron von Malberg. Sein Zeichen sind 9 goldene Kugeln, sie kehren wieder im oberen Schildteil des Gemeindewappens. Das rote Schildchen in Weiß führen die Herren von Malberg bereits seit dem 14. Jahrhundert. In allen Wappen derer von Malberg kehrt es wieder, auch im Wappen von Veyder. Es ist das Zeichen von Malberg und wurde daher auch in das Gemeindewappen aufgenommen. Das Wappen wurde 1974 durch die Regierung genehmigt. Das Wappen wurde entworfen von Karl E. Becker, Malberg. |

## Kultur und Sehenswürdigkeiten

### Bauwerke

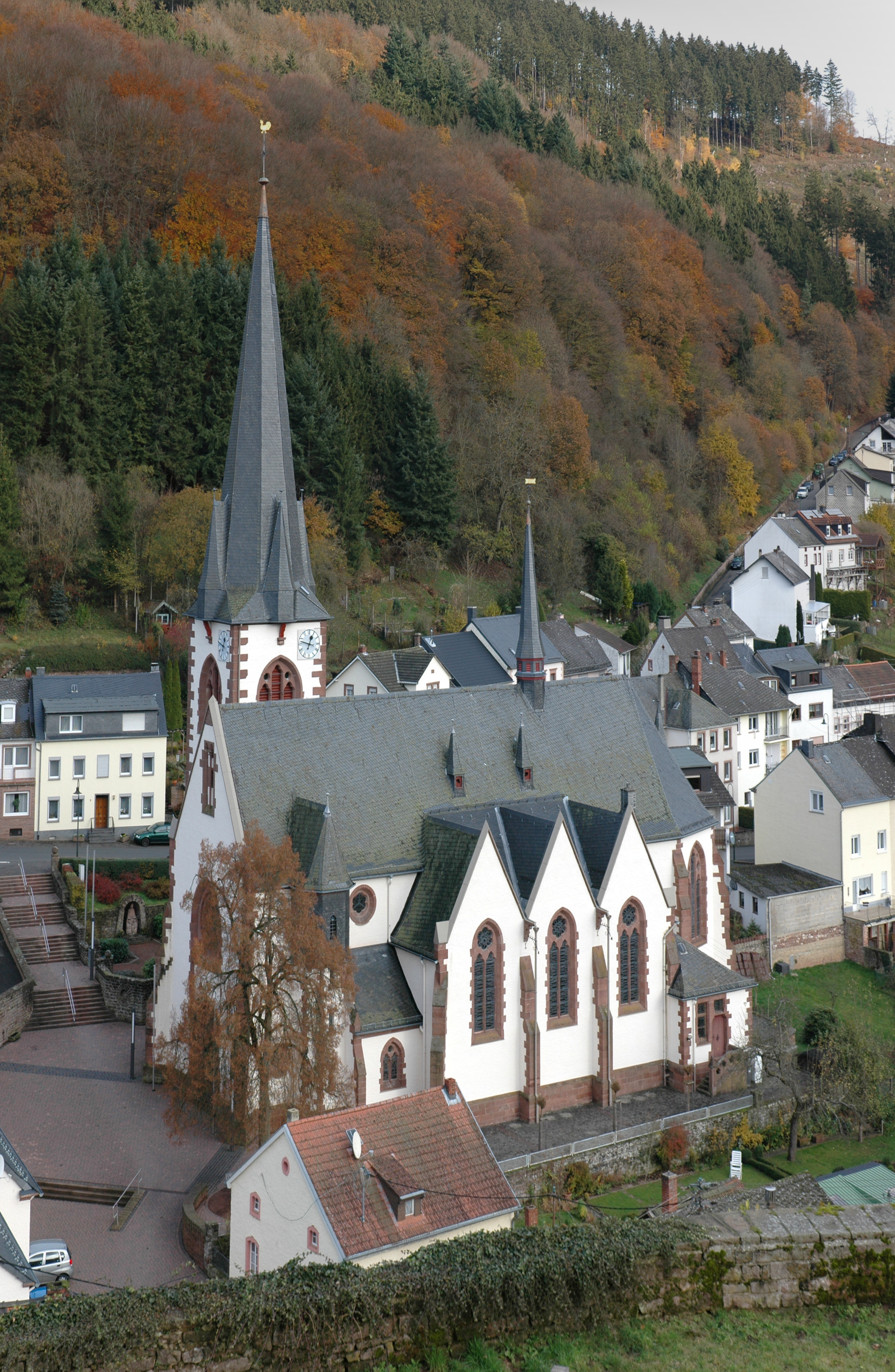
St. Quirin

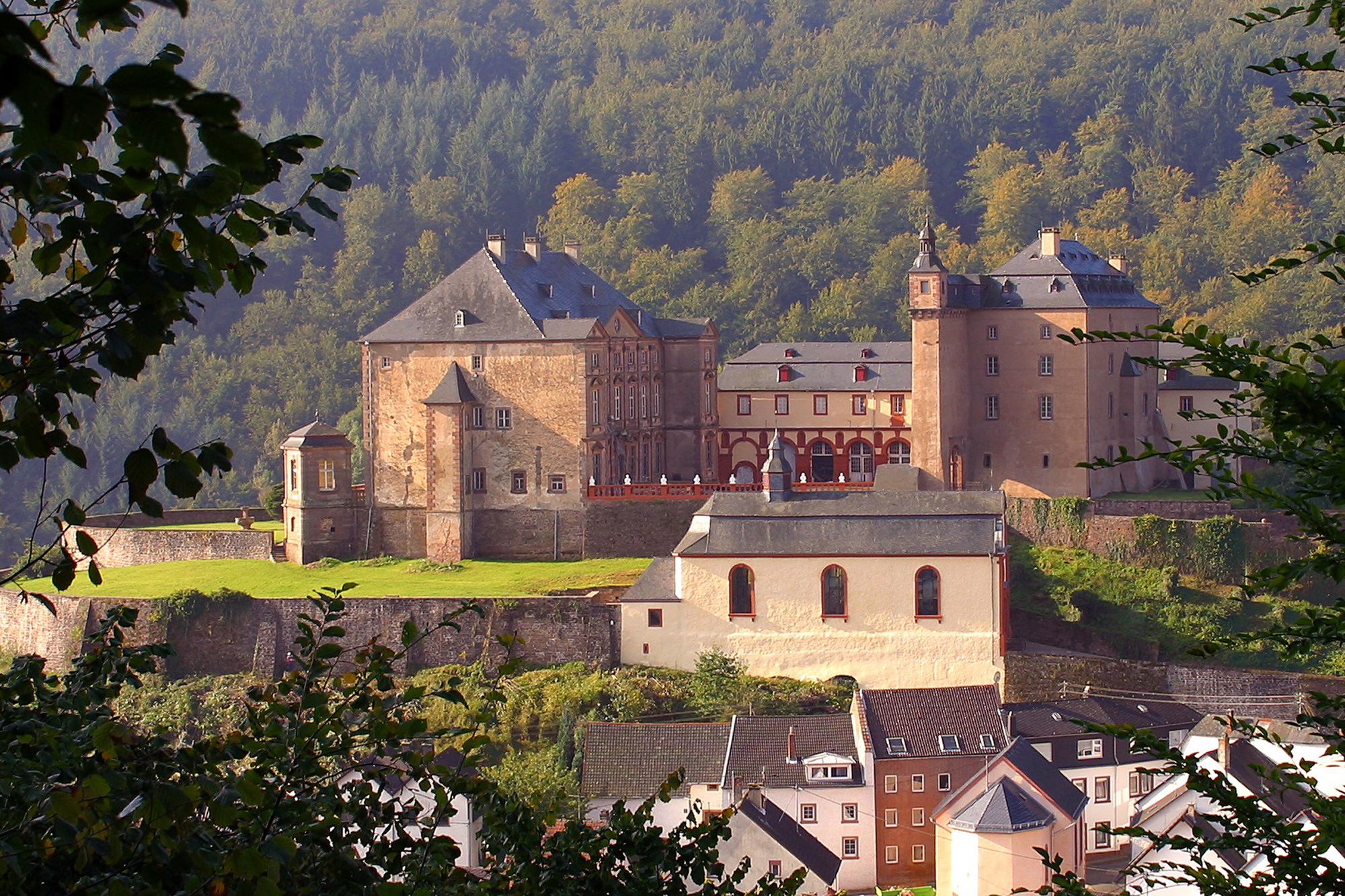
Schloss Malberg – Ansicht von Osten

Ortskern und Schloss Malberg stehen als Denkmalzone unter Denkmalschutz. Darüber hinaus weist die Liste der Kulturdenkmäler 36 Einzeldenkmäler aus, darunter die barocke Schlossanlage auf einem von der Kyll umflossenen Bergrücken, die katholische Pfarrkirche St. Quirin sowie die katholische Filialkirche St. Maria vom guten Rat in Mohrweiler.

## Persönlichkeiten
- Kuno von Malberg, der Große, * 1238 † 1262
- Gerhard von Malberg, † 26. November 1246, Hochmeister des Deutschen Ordens
- Rudolf von Malberg † ~ 1280
- Heinrich II. von Finstingen, † 26. April 1286 in Boulogne-sur-Mer, Erzbischof und Kurfürst von Trier
- Franz Karl Veyder von Malberg, * 28. Mai 1775 auf Schloss Malberg; † 12. April 1830 in Mainz, Offizier, k.k. Generalmajor